# Murdochville
Pronunciação
Murdochville é uma cidade localizada na província de Quebec no Canadá.